# Indiegogo
Indiegogo és un lloc web de micromecenatge internacional fundat per Danae Ringelmann, Slava Rubin i Eric Schell el 2008. La seva seu es troba a San Francisco (Califòrnia). Fundat el 2008, va ser un dels primers llocs a oferir servei de micromecenatge. Indiegogo permet sol·licitar fons per a una idea, la creació d'empreses o per a una organització sense ànim de lucre. L'objectiu del web és capacitar a qualsevol persona amb una idea per poder recaptar fons i ampliar el seu objectiu. Nou milions de persones d'arreu del món visiten el web mensualment. El lloc s'executa en un sistema basat en recompenses, és a dir, donants, inversors o clients que estan disposats a participar en un projecte o un producte poden donar i rebre un regal en lloc d'una participació accionària a l'empresa.